# Accident del càmping Los Alfaques
El càmping Los Alfaques (actualment anomenat Alfacs) és un càmping de platja situat al terme municipal d'Alcanar, a pocs quilòmetres del nucli de la Ràpita a Alcanar-Platja, a la cara costanera de la serra del Montsià. L'11 de juliol de 1978 hi va ocórrer un greu accident relacionat amb el transport de mercaderies perilloses; un camió carregat de propilè liquat va explotar. La deflagració va provocar 126 morts i més de 200 ferits en un primer moment. Finalment, el nombre de morts es va elevar fins a una xifra d'entre 215 i 243, segons la font, més de cent ferits amb seqüeles permanents, alguns altres centenars d'hospitalitzats lleus i la destrucció de la rodalia del càmping, incloent-hi 4 habitatges i una sala de ball. La majoria dels morts eren alemanys, francesos i britànics. També hi van morir uns 40 belgues. Molt pocs eren dels municipis del voltant.

## Circumstàncies
L'11 de juliol de 1978 el camió cisterna amb matrícula M-7034-C, conduït per Francisco Ibernón Villena, natural de San Pedro del Pinatar, Múrcia i veí d'Alcantarilla, de 50 anys i amb 20 anys d'experiència en el transport de matèries perilloses, va arribar a la refineria que Enpetrol tenia a La Pobla de Mafumet (el 1986 va ser a integrada al grup Repsol). Portava un semiremolc-cisterna amb matrícula M-7981-R, de la companyia Cisternas Reunidas, marca FreuHauf, a les 10:15 hores del matí. Va sortir-ne carregat a les 12:05 amb 25 tones de propilè liquat en direcció la factoria de Paular (posteriorment integrada també a Repsol) a Puertollano, per la carretera N-340, la qual llavors passava pel que ara és la "variant de La Ràpita".

## Explosió
Després de recórrer uns 100 km, a l'altura d'Alcanar, la càrrega explotà mentre passava per davant del càmping de Los Alfaques, a les 14 hores i 27 minuts. En eixe moment, el campament tenia registrades unes 800 persones (l'aforament legal era de 260), i es calcula que entre 300 i 400 es trobaven dins del radi d'explosió, que fou d'entre 100 i 200 metres.
El camió es va partir en tres parts. La tractora, que va sortir disparada cap endavant i lleugerament a la dreta, la cua, que va sortir disparada cap arrere i també a la dreta i la del mig, que és on hi va haver l'explosió. La direcció de les parts dels extrems poden determinar que la pressió va obrir una escletxa a la soldadura de la part esquerra de la cisterna, la que mirava cap al càmping.
Un testimoni de la zona va veure, abans que li arribés la bola de foc, una part de la cisterna, volant.
La bola de foc va elevar la temperatura de l'aigua de la platja a 2.000 graus. El cràter resultant tenia dos metres de profunditat i 10 de radi. A quilòmetres a la rodona, es va veure la columna de fum que va ser confosa amb una possible emissió de la fàbrica de ciment que hi ha a pocs centenars de metres, també a prop de la platja. El soroll de l'explosió no fou sentit al proper nucli de Les Cases d'Alcanar, però sí el soroll de les ambulàncies.

## Primers moments
Al cap de 45 minuts de l'explosió hi van començar a acudir socorristes, bombers i equips mèdics de la zona i dels grans nuclis del voltant. Conforme arribaven anaven atenent els ferits i enviant-los com podien (cotxes privats, autocaravanes i ambulàncies) als hospitals i aeroports.
Els ferits van ser traslladats a hospitals des de Perpinyà fins a València, principalment. D'altres van ser enviats en avió-ambulància a Bèlgica (els belgues) o Alemanya, que va obrir de bat a bat les seves portes a tots els ferits que hi poguessin cabre, ja que deien que era impossible que un sol país pogués atendre una xifra tan elevada de cremats. Molts d'ells van ser traslladats, encara greus, als seus països.
A la zona hi van anar més de 100 periodistes. També equips de televisions estrangeres, entre ells els alemanys, que van ser els primers a arribar-hi. Les línies telefòniques van quedar saturades, de manera que l'operador de telefonia va haver-les d'ampliar. L'aeroport de Reus i del Prat van donar prioritat a les naus dedicades al trasllat de ferits. L'operació de rescat es va donar per finalitzada a les 3 de la matinada de l'endemà.

## Primera setmana
El nombre de ferits amb més del 90% del cos cremat, entre "La Fe" de València i la Ciutat Sanitària "Francisco Franco" de Barcelona, era de 127 l'endemà. No es preveia cap possibilitat de salvar-los la vida.
La indignació es focalitzava en el fet que el camió va passar per allí per estalviar poc més de 1.000 pessetes de peatge d'autopista (entre la sortida 33, que comunica el complex petroquímic de Tarragona i la sortida de València) que, per comparar amb altres quantitats (materials), es poden contraposar als 2.500 milions de pessetes que inicialment van calcular que les assegurances haurien de pagar. Segons l'empresa Cisternas Reunidas, els conductors no rebien instruccions sobre el trajecte que havien de seguir o si havien de gastar diners en peatge o no.
Una setmana després de l'accident, es va dedicar un funeral al cementiri vell de Tortosa amb els morts inicials, alguns dels quals van ser enterrats sense identificar i molts altres van ser repatriats.

## Anàlisi de l'accident

Les tres fases d'una explosió de tipus BLEVE.

La cisterna, sortida d'un taller de Bilbao el 13 de desembre de 1973, tenia una capacitat aproximada de 45 m³ i pes màxim de 19,35 t. Tanmateix la quantitat carregada fou de 25 t (a una pressió de 8 bar i a 4 °C). A més, la cisterna, fabricada en acer al carboni, no disposava de cap sistema d'alleujament de pressió (vàlvules, principalment), ja que tampoc no fou fabricada per transportar materials inflamables. Aquests sistemes van deixar de ser obligatoris temps abans de l'accident, de manera que va adquirir aquest nou ús. Les anàlisis microscòpiques de les restes trobades mostraven que la cisterna havia patit la corrosió pròpia del transport d'amoníac anhídric.
Els arxius d'Enpetrol també van evidenciar que la sobrecàrrega de les cisternes era una pràctica habitual, només els 6 mesos anteriors i aquell juliol mateix, que 32 cisternes conduïdes per altres transportistes també n'havien sortit amb excés de càrrega.
Es va determinar tres possibles causes:
- el sobreompliment del tanc causà la ruptura hidràulica de la cisterna, amb la consegüent evaporació i expansió del gas liquat, iniciant una explosió de tipus BLEVE. Esta fou la causa oficial segons el tribunal de Tarragona.

- Una fuga en la cisterna va produir un núvol inflamable de propilè que s'incendià al trobar un punt d'ignició. La calor de l'incendi va produir el calfament de l'interior del tanc, provocant un augment de la pressió interna en evaporar-se el propilè que produí igualment una BLEVE.

- El camió va sofrir un accident de trànsit amb una fuga de propilè que s'incendià, ocasionant una sobtada bola de foc i posteriors incendis.

## Xifres oficials
Els recomptes existents no són gaire fiables. Els ferits van ser enviats a diferents hospitals i hi va haver desapareguts. El registre del càmping estava a la zona deflagrada. Setmanes més tard encara estaven buscant desapareguts als hospitals.
El nombre de morts amb què es va treballar durant el juí va ser de 215. Molts dels morts a la deflagració només portaven el banyador i potser també una samarreta, de manera que només van deixar un cos cremat, sense ni tan sols ditades, cosa que impossibilitava la tasques d'identificació amb la tecnologia d'aquell moment (grup sanguini i dentadures). Fins i tot es van fer identificacions per part de familiars que van resultar ser errònies. L'evacuació dels cadàvers es va realitzar sense tenir en compte la identificació, van ser retirats del lloc on eren al moment de la seva mort per alinear-los, de manera que es va perdre la informació que hagués facilitat la seva identificació, com per exemple, a dintre o al costat de quin cotxe es trobaven, o qui hi havia amb qui. L'estat dels cossos era tal que fins i tot un meló va arribar a un dels centres forenses per si podia ser un cap.

## Conseqüències
L'accident va obrir un fort debat sobre la seguretat en el transport de matèries perilloses i sobre la seguretat a les empreses en general. El debat es realitzà en paral·lel al de la catàstrofe de Seveso, del 10 de juliol de 1976 (dos anys i un dia abans), on es va alliberar un enorme núvol d'un gas anomenat TCDD, carregat de dioxines i que, segons les autoritats també era previsible i responsabilitat de l'empresa (ICMESA). En tots dos àmbits (transport i seguretat) aquest cas va ser motiu d'estudi a les universitats.
Arran d'aquest accident hom va prohibir el pas de camions cisterna amb productes perillosos per les travessies urbanes i els obligà a circular per l'autopista; també es millorà la seguretat de vehicles i transportistes a través de reglamentació sobre transport de mercaderies perilloses per carretera, tals com l'obligatorietat de la instal·lació de vàlvules d'alleujament de pressió en les cisternes que transporten determinades substàncies inflamables. En l'actualitat, són obligatòries en la majoria dels casos pel transport de gasos liquats inflamables.
La N-340 fou desdoblada al seu pas per Alcanar-Platja i també la Ràpita, cosa que ha convertit el trajecte entre la fàbrica de ciment i pocs kilòmetres al nord de La Ràpita en una variant.

### Pel·lícula
L'any 2007 els fets van ser dramatitzats, sense gaire fidelitat, a la pel·lícula Tarragona - Ein Paradies in Flammen

## Responsabilitats
La sentència del juí, emesa el 28 de gener de 1982, va condemnar el director i el cap de seguretat de la factoria tarragonina de l'empresa Enpetrol a un any de presó. L'empresa va ser considerada responsable civil subsidiària.
Les indemnitzacions van sumar 1.100 milions de pessetes repartides en:
- 100 milions lliurats per Cisternas Reunidas, que no va ser trobada responsable directa i ja havia avançat 400 milions
- 300 milions lliurats per Plus Ultra, l'asseguradora de Cisternas Reunidas
- 475 milions per Enpetrol de Tarragona
- 200 milions per Ursini
- 25 milions per l'asseguradora del Col·legi d'Enginyers Tècnics Industrials de Tarragona

## El Càmping Alfacsen l'actualitat
A hores d'ara, el càmping opera amb normalitat. En la remodelació dels anys 80s, una de les parets d'una de les construccions fetes, un mural en recordava les víctimes, amb una estrela per cadascuna i una inscripció. En una altra, al voltant de l'any 2020, el mural va desaparèixer.
L'agost de 2011 el càmping va demanar, via judicial, a Google, que el seu nom deixés d'estar associat a la tragèdia en l'apartat de les imatges, però ni Google va cedir ni el jutjat d'Amposta li va donar la raó. Finalment, l'última remodelació va ser notícia, especialment per un premi FAD i les imatges de l'accident apareixen molt menys als resultats.
La sala de ball, anomenada Las Cancelas de Don Ben, d'estil andalús i de la qual el propietari era francès, va quedar completament enrunada (només se va salvar l'arc de l'entrada) amb la família a dintre, de manera que no va tornar a existir.